# Baptiste Androuet du Cerceau

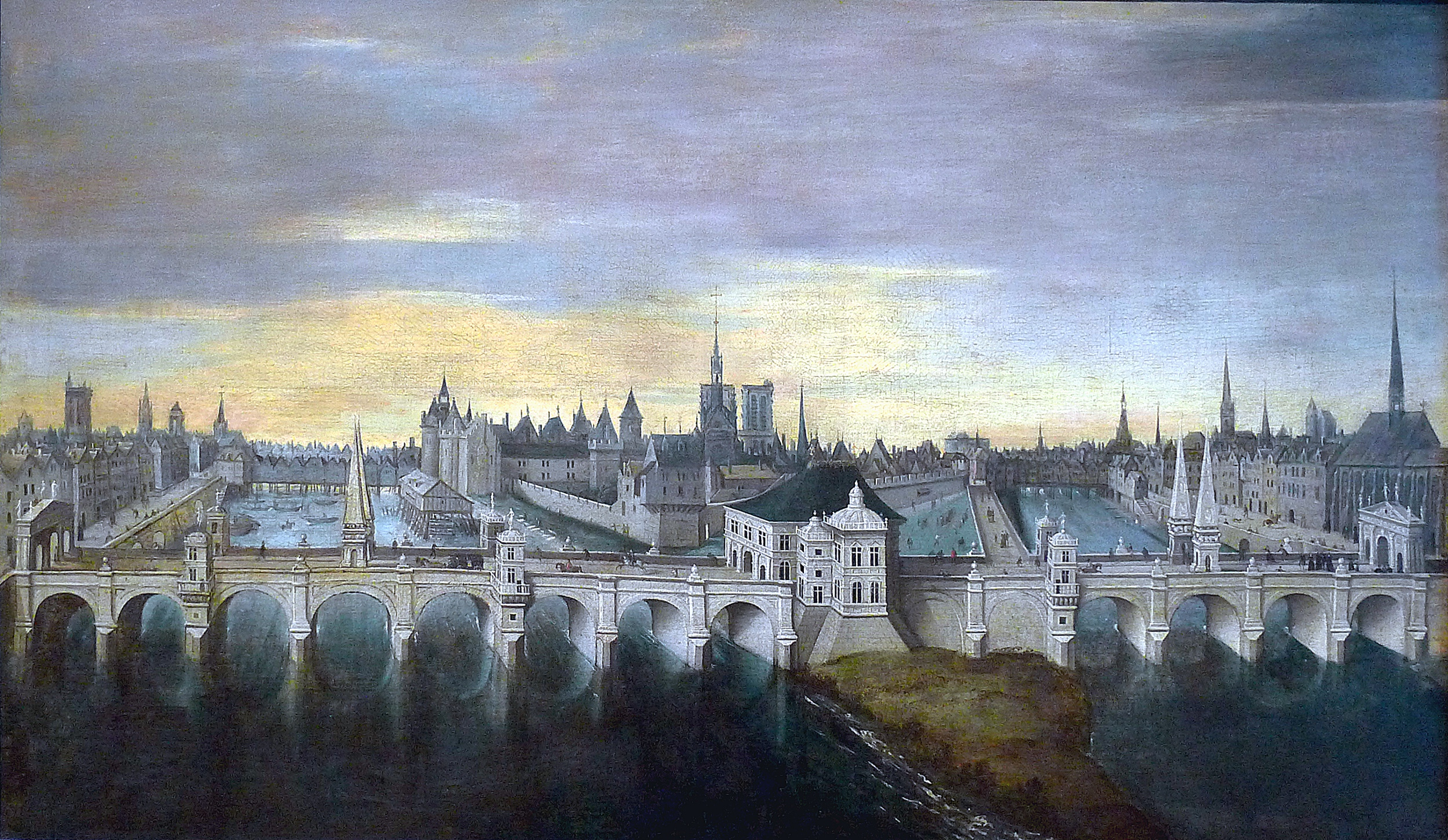
Óleo de c. 1577 del proyecto para la construcción del Pont Neuf aprobado por Enrique III. Museo Carnavalet.

Jean-Baptiste Androuet du Cerceau (1544/47-1590) fue un arquitecto francés. Diseñador del Pont Neuf de París, supervisó las obras reales de Henri III, siendo el arquitecto preferido de este, y de Enrique IV, incluyendo el antiguo palacio del Louvre. Sus obras incluyen también varios hôtels particuliers, como el Hôtel de Lamoignon (1584) y el Hôtel de Mayenne, de la rue St-Antoine en Marais.
Baptiste Androuet du Cerceau era hijo de Jacques I Androuet du Cerceau (1510-1584) y hermano de Jacques II Androuet du Cerceau (1550-1614) y Charles Androuet du Cerceau (fallecido en 1600), todos ellos también arquitectos.